# Leytonstone (metropolitana di Londra)
Leytonstone è una stazione della linea Central della metropolitana di Londra.

## Storia

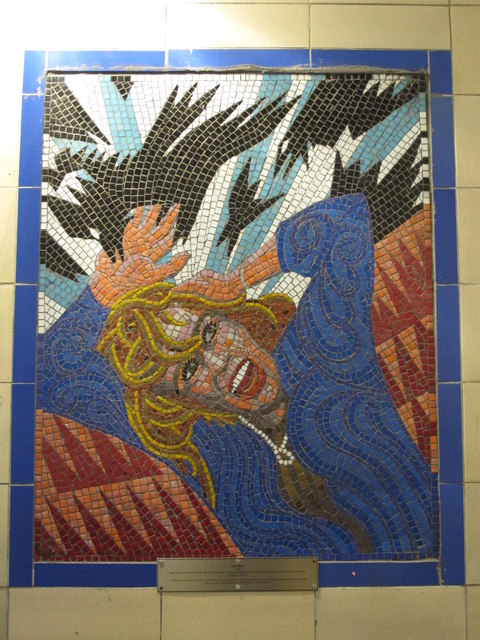
Murale su "Gli uccelli"

La stazione è stata aperta al pubblico il 22 agosto 1856 dalla Eastern Counties Railway, ed è passata alla gestione della Great Eastern Railway nel 1862. Con la fusione delle compagnie in seguito al Railways Act del 1921 la stazione è passata alla London & North Eastern Railway (LNER) nel 1923 e infine alla London Underground nel 1947, anno in cui è cominciato il servizio della Central Line.
Negli anni trenta, come parte del New Works Programme del 1935-40, era prevista l'estensione della Central line da Liverpool Street verso Leyton, dove si sarebbe collegata con i binari della LNER, della quale avrebbe rilevato i servizi passeggeri suburbani fino a Epping e oltre, sulla diramazione di Ongar. Questo avrebbe comportato grandi cambiamenti alla stazione di Leyonstone, che sarebbe diventata la sede della giunzione tra il già esistente ramo in direzione di Epping e il nuovo collegamento per mezzo di tunnel verso Newbury Park e il ramo di Hainault. La stazione fu completamente ricostruita e il passaggio a livello esistente su Church Lane fu sostituito da un sottopassaggio. I lavori furono ritardati dallo scoppio della guerra e vennero interrotti nel maggio 1940. Ulteriori ritardi furono causati da una bomba che colpì la stazione nel gennaio 1944. Durante la guerra i nuovi tunnel vennero utilizzati per ospitare una fabbrica di componenti aeronautici; la sezione più vicina a Leytonstone fu usata come rifugio antiaereo.
La stazione è stata infine servita dalla linea Central dal 5 maggio 1947, quando è diventata il temporaneo capolinea est; i passeggeri cambiavano qui su convogli a vapore verso Epping. A partire dal 14 dicembre 1947 sono state aperte anche le estensioni dei servizi verso Woodford e Newbury Park. Nel 1955 è stato chiuso lo scalo merci.

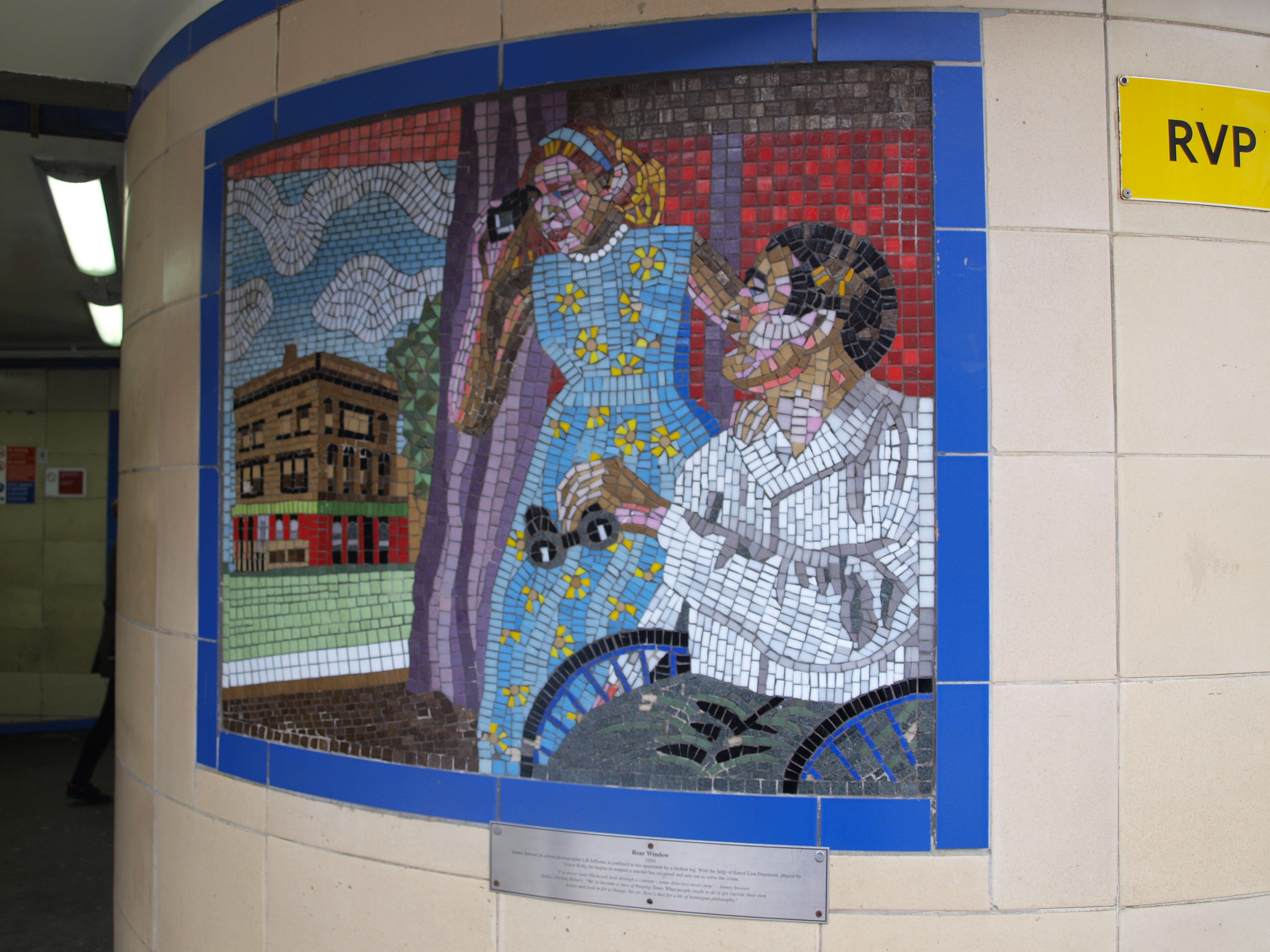
Murale su "La finestra sul cortile"

In occasione del centenario della nascita di Alfred Hitchcock (nato il 13 agosto 1899 a Leytonstone), il borgo di Waltham Forest ha commissionato al Greenwich Mural Workshop una serie di mosaici ispirati alla vita e alle opere di Hitchcock nella stazione della metropolitana. Il lavoro è iniziato nel giugno 2000 e i mosaici sono stati presentati a maggio del 2001.

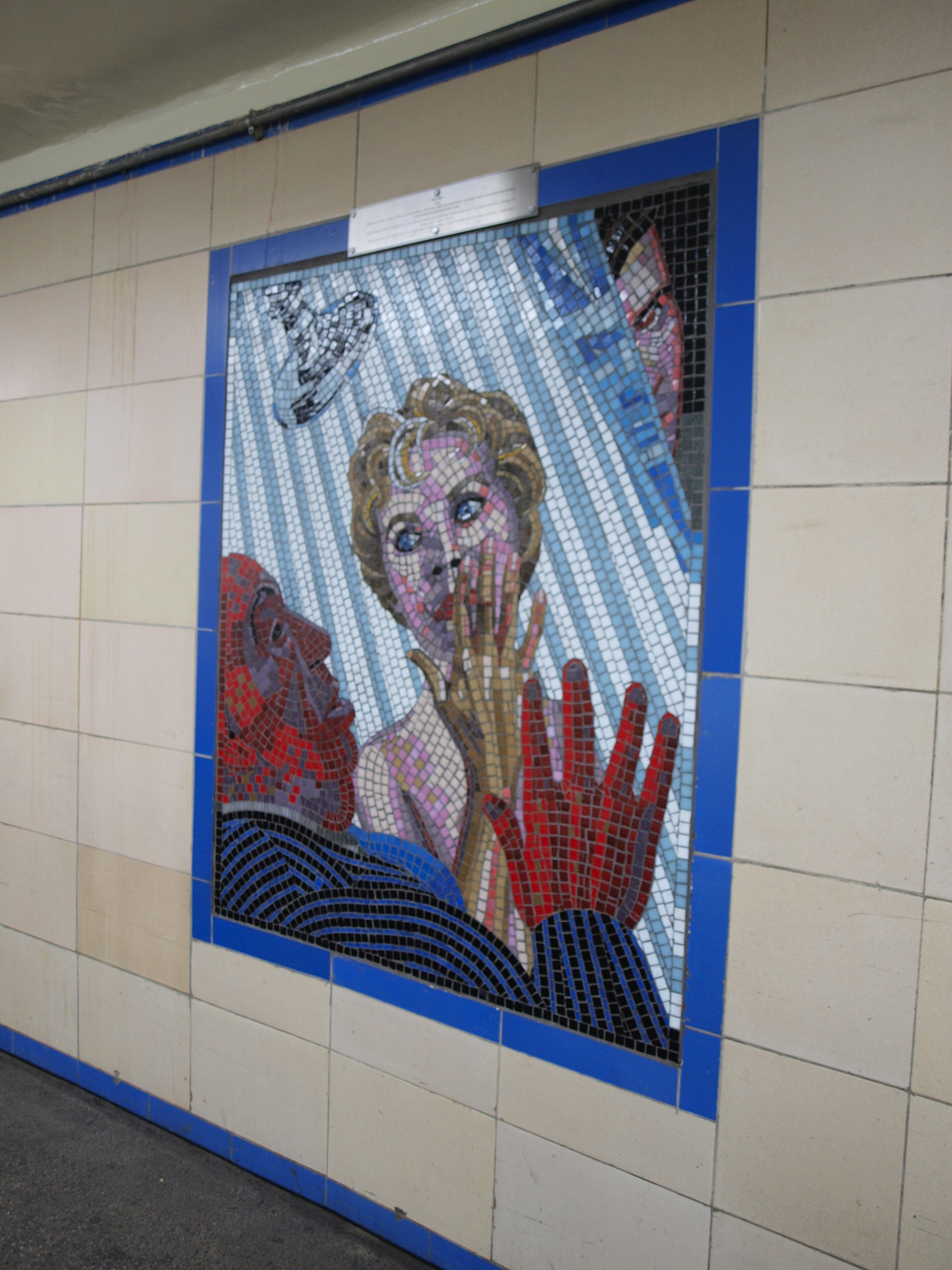
Murale su "Psyco"

La stazione ha tre piattaforme. Quella centrale è di solito utilizzata per treni che proseguono in direzione ovest, ma può anche essere usata da treni che terminano la corsa nella stazione, da entrambe le direzioni. Per via della configurazione dei binari, tuttavia, i treni che proseguono da questa piattaforma in direzione est possono accedere solo al ramo di Epping della linea. I treni che devono accedere al ramo di Hainault possono farlo effettuando manovra a ovest della stazione e poi accedendo per mezzo di uno scambio alla normale piattaforma per i treni in direzione est.

### Incidenti
Il 5 dicembre 2015 un uomo aggredì e ferì a coltellate tre persone, di cui una in modo grave, all'interno della biglietteria della stazione di Leytonstone. La polizia arrestò il responsabile utilizzando i taser. L'incidente fu classificato come un attacco terroristico. Il responsabile, un ventinovenne di origine somala con problemi psichici, fu in seguito condannato all'ergastolo e rinchiuso nell'ospedale psichiatrico di Broadmoor.

## Strutture e impianti
La stazione ha tre binari. Quello centrale è generalmente utilizzato per i servizi diretti a ovest, ma può essere anche adoperato dai treni che terminano nella stazione (provenienti da entrambe le direzioni); a causa della conformazione dei binari, tuttavia, dei treni che vanno verso est, possono accedere a questo binario solo quelli diretti a Epping. I treni che viaggiano verso Hainault, invece, possono accedere alla diramazione solo deviando a ovest della stazione e poi percorrendo i normali binari verso est, attraverso un deviatoio.
La stazione si trova sul confine tra la Travelcard Zone 3 e la 4.

## Interscambi
La stazione consente l'interscambio con la stazione di Leytonstone High Road, della linea Gospel Oak-Barking della London Overground. La distanza tra le due stazioni è di 800 metri.
Nelle vicinanze della stazione effettuano fermata numerose linee automobilistiche, gestite da London Buses.
- Stazione ferroviaria (Leytonstone High Road, London Overground)
- Fermata autobus
- Stazione taxi[12]

## Galleria d'immagini

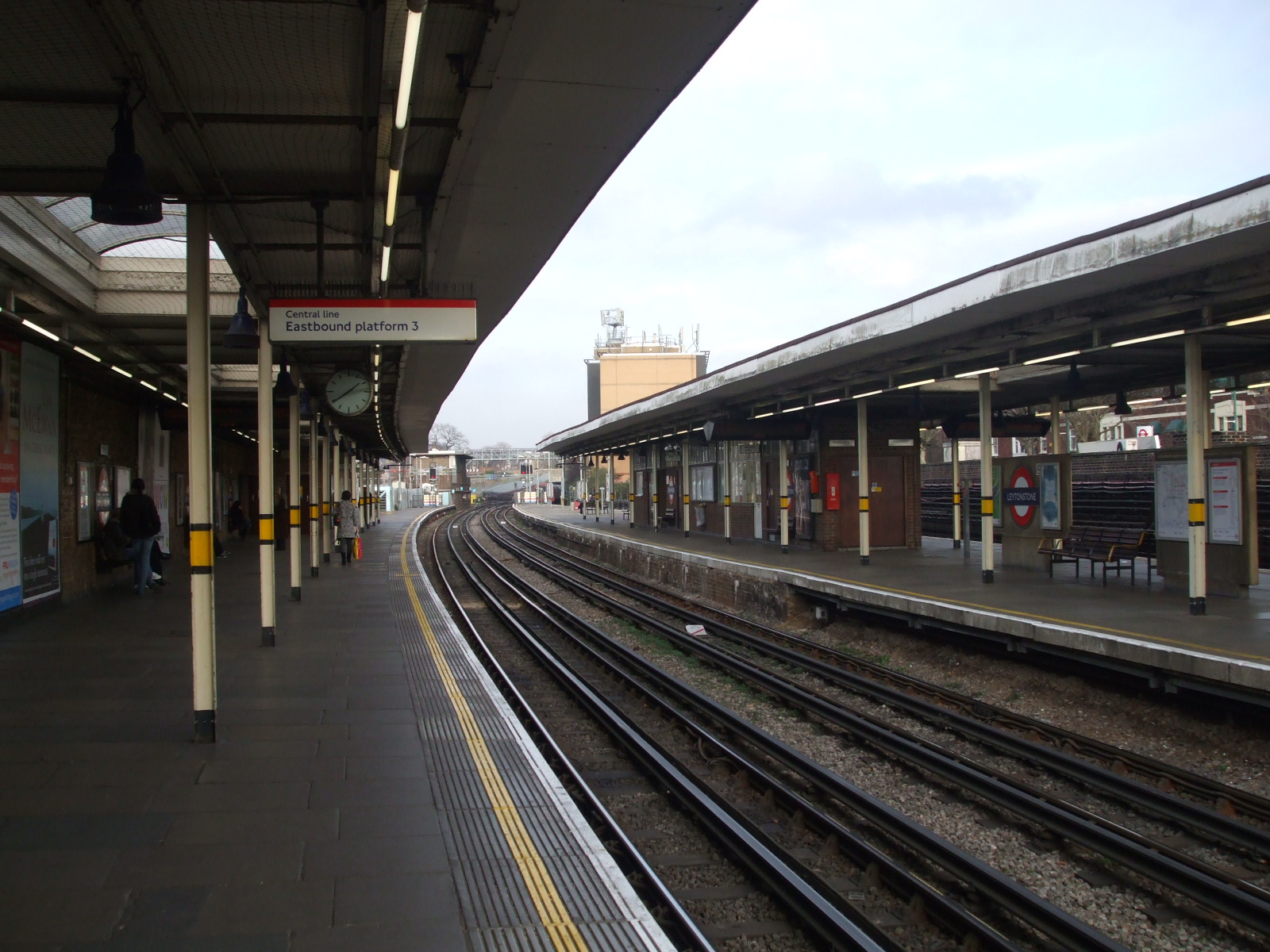
Il binario est
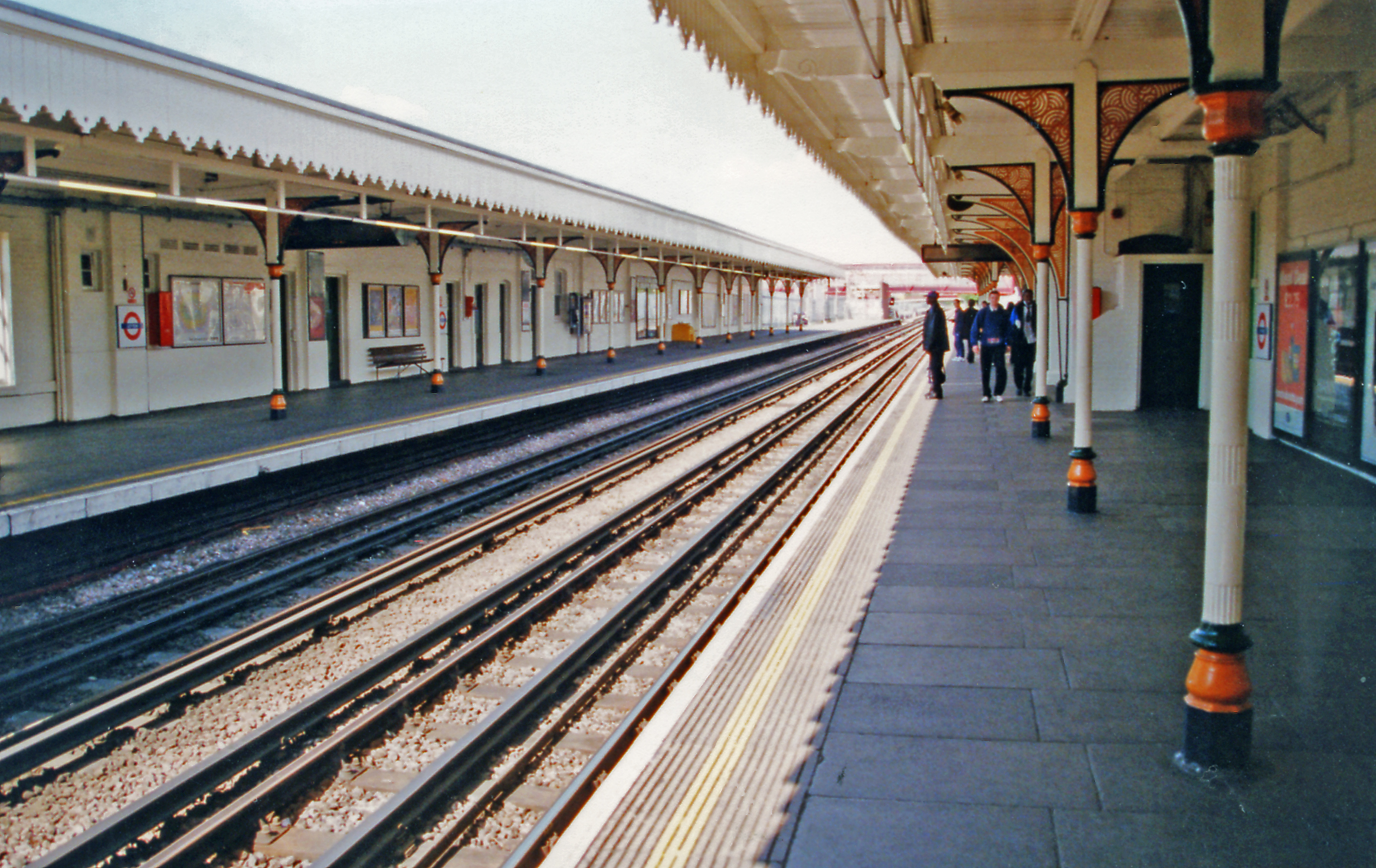
L'interno della stazione
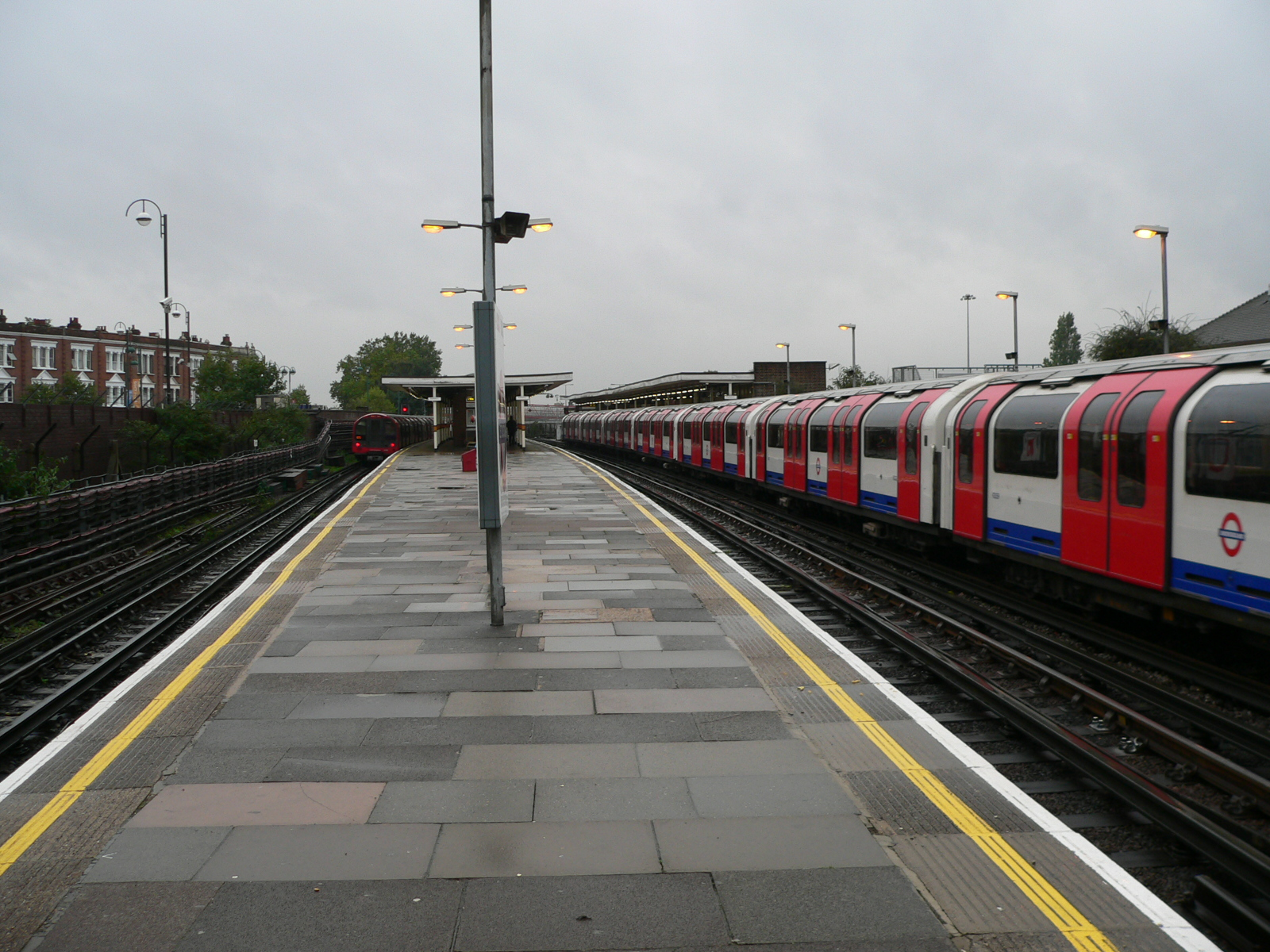
Il binario ovest
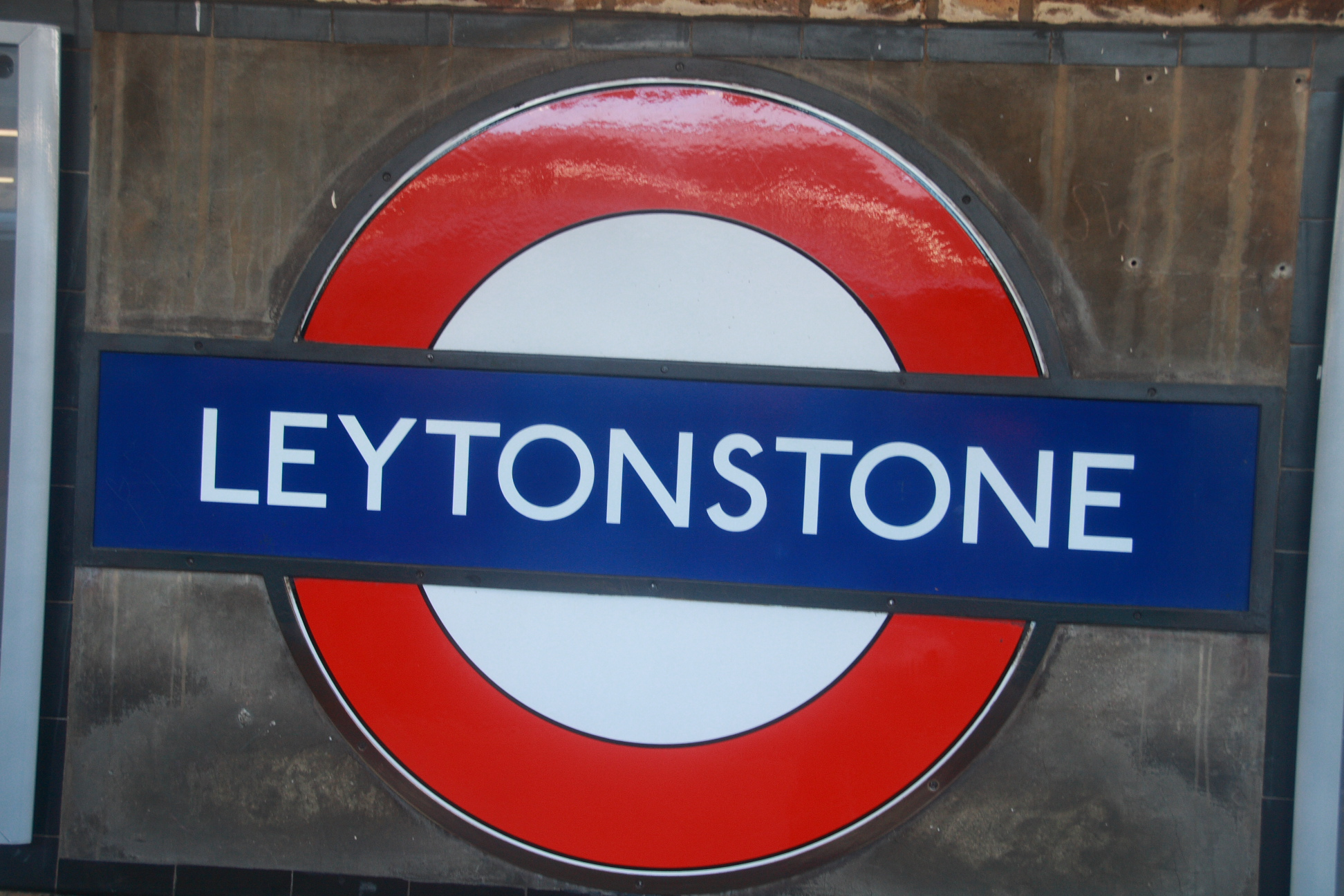
L'insegna della stazione del London Underground
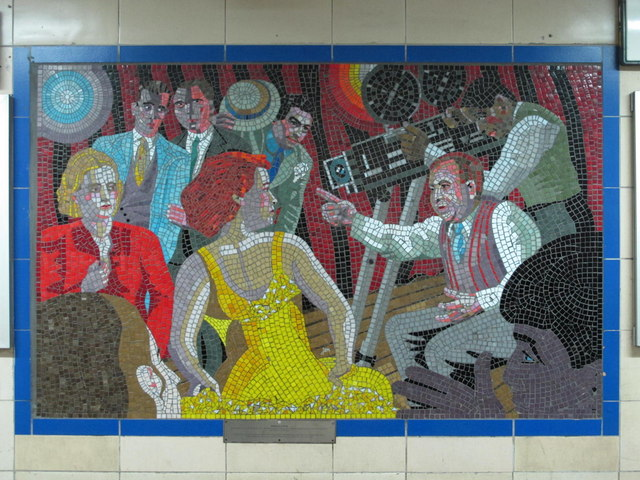
Mosaico su Hitchcock The Director